# Jean Mathieu Philibert Sérurier
Jean Mathieu Philibert Sérurier (ur. 8 grudnia 1742 w Laon, zm. 21 grudnia 1819 w Paryżu) – marszałek armii francuskiej, hrabia Sérurier.

## Życiorys
Urodził się w Laon, departamencie Aisne w ubogiej rodzinie szlacheckiej. Służbę wojskową rozpoczął w wieku lat 13, dochodząc wcześnie do stopnia porucznika milicji Laon. Brał udział w kampaniach wojny siedmioletniej m.in. w Hanowerze (1759), Portugalii (1762), a także brał udział w tłumieniu powstania Pasquale Paoliego na Korsyce w 1771 roku. Jednak awanse go omijały i po 34 latach służby doszedł jedynie do stopnia majora.
Po wybuchu rewolucji francuskiej pozostał w armii. W 1792 roku został oskarżony o sprzyjanie Burbonom i w efekcie szybkiego procesu został zdegradowany i aresztowany. Jednak już w tym samym roku na wniosek Barrasa został zrehabilitowany i przywrócono mu stopień majora, i 25 czerwca 1792 został mianowany generałem brygady w Armii Italii i wreszcie dowódcą dywizji. W 1795 roku walczył pod rozkazami Kellermanna oraz w latach następnych pod rozkazami Napoleona Bonaparte w bitwach pod Mondovi, Vico, Castiglione oraz oblężeniu Mantui, której poddanie się 2 lutego 1797 roku przyjął.
Po zawarciu pokoju w Campo Formio został wyznaczony do ewakuacji dobytku z Wenecji włącznie z dziełami sztuki, a następnie zajął samozwańczą Republikę Lukki.
Pozostał w Armii Italii, gdzie w wyniku ofensywy armii rosyjskiej pod dowództwem Suworowa w 1799 roku dostał się do niewoli, skąd został wypuszczony na słowo. W zamachu 18 brumaire’a brał czynny udział dowodząc oddziałem osłaniającym Saint-Cloud od strony Paryża. 19 maja 1804 roku został awansowany przez Napoleona na stopień marszałka Francji. Pełnił też rolę gubernatora Pałacu Inwalidów.
30 marca 1814 roku, tuż przed wkroczeniem wojsk sprzymierzonych do Paryża, nakazał spalenie wszystkich tj. 1417 sztandarów oddziałów nieprzyjacielskich, jakie zdobyli Francuzi od czasów wojen Ludwika XIV. W dniu następnym przeszedł na stronę Burbonów. Podczas 100 dni Napoleona pozostał wierny Napoleonowi, a po powrocie Burbonów został pozbawiony godności gubernatora. Zmarł w Paryżu, pochowany na cmentarzu cmentarzu Père-Lachaise skąd w 1847 roku przeniesiono jego prochy do Pałacu Inwalidów. Był dowódcą odważnym, jednak nie potrafił utrzymać w ryzach dowodzonych przez siebie oddziałów. W Laon znajduje się jego pomnik.

## Odznaczenia[8]
- Wielki Orzeł Legii Honorowej
- Dygnitarz Orderu Korony Żelaznej (Królestwo Włoch)